# Palazzo Moles

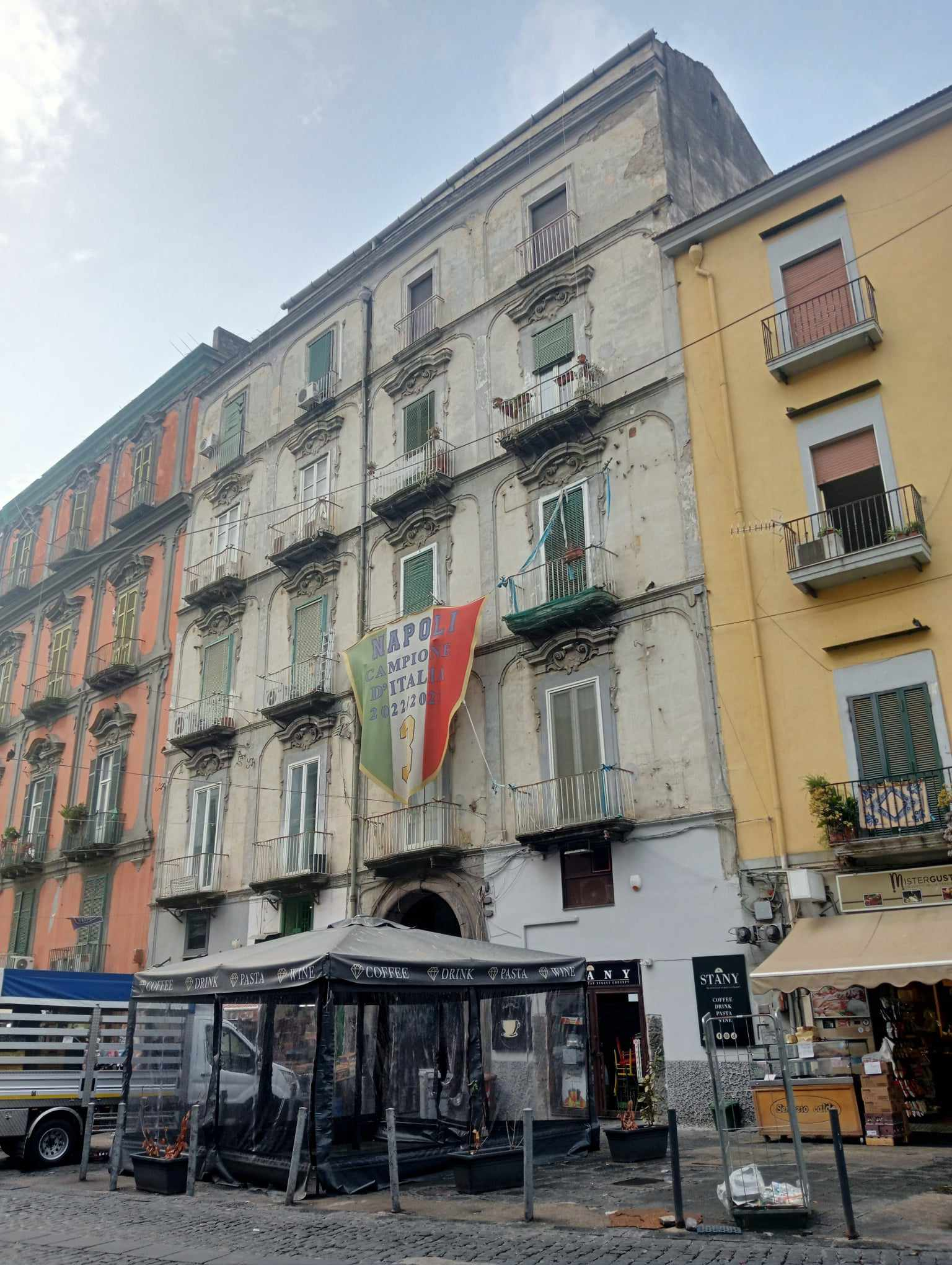
Palazzo Moles in Neapel

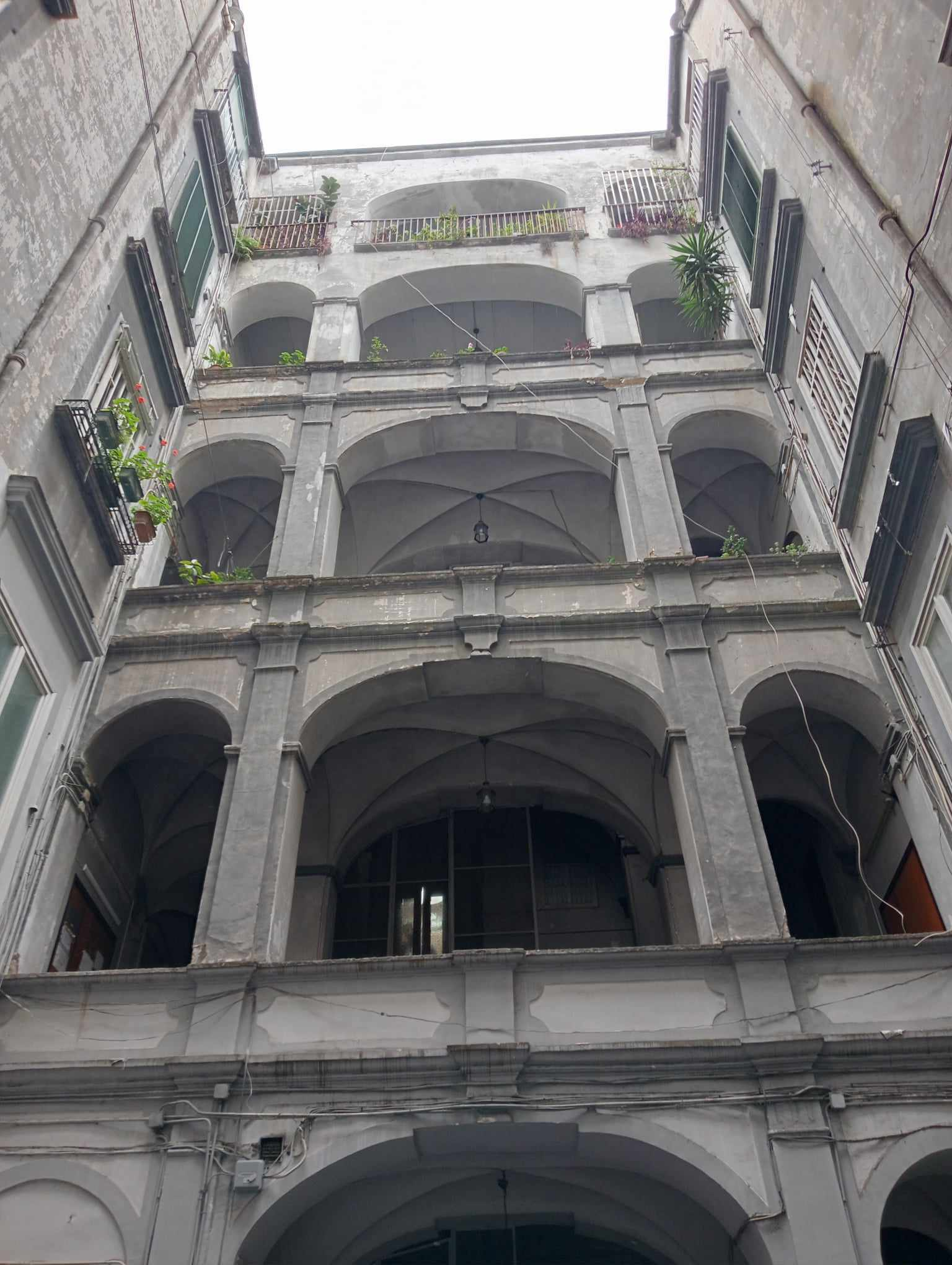
Die offene Treppe aus dem 18. Jahrhundert

Der Palazzo Moles ist ein Palast aus dem 17. Jahrhundert im Viertel Sanità in Neapel in der italienischen Region Kampanien. Er liegt in der Via dei Vergini, 25, neben dem berühmten Palazzo dello Spagnolo.

## Geschichte und Beschreibung
Es gibt nur wenige Informationen über die historischen Geschicke dieses Palastes, der vermutlich aus dem 17. Jahrhundert stammt. Im 18. Jahrhundert wurde die vierstöckige Fassade radikal renoviert, die sich insbesondere durch „wellige“ Stuckarbeiten im Stile des Rokoko auszeichnet; man findet sie an den Rahmen der Fenster in den ersten drei Stockwerken und der offenen Treppe an der Rückwand des Innenhofes, die in jedem Stockwerk einen Korbbogen in der Mitte, flankiert von zwei Rundbögen besitzt.
Der Name des Palastes ist von dem der Familie Moles abgeleitet, der der Palast zu Zeiten des provisorischen Katasters auf Anordnung von König Joachim Murat 1815–1820 gehörte und deren Wappen sich als Fresko auf dem Gewölbe des Empfangssalons befindet. Zu Zeiten dieses Katasters gab es auch eine Galerie mit Fresken und einen Garten, der verlorenging, als Mitte des 19. Jahrhunderts die heutige Via Mario Pagano trassiert und bebaut wurde.
Heute ist der Palast ein Mietshaus in nicht optimalem Erhaltungszustand.